# Număr de particule
În termodinamică numărul de particule (simbol N) al unui sistem termodinamic este numărul de particule din acel sistem. Numărul de particule este o proprietate termodinamică fundamentală, conjugată cu potențialul chimic. Spre deosebire de majoritatea mărimilor fizice, numărul de particule este o mărime adimensională, în special o mărime numărabilă. Este o proprietate extensivă, deoarece este direct proporțională cu mărimea sistemului luat în considerare și are sens numai pentru sisteme termodinamice închise.
O particulă constitutivă este una care nu poate fi divizată în părți mai mici la scara energiei k•T implicate în proces (unde k este constanta Boltzmann iar T este temperatură). De exemplu, într-un sistem termodinamic constând dintr-un recipient care conține vapori de apă, numărul particulelor este numărul de molecule de apă din sistem. Semnificația particulelor constitutive și, prin urmare, a numerelor de particule, este astfel dependentă de temperatură.

## Determinarea numărului de particule
Noțiunea de număr de particule joacă un rol major în considerațiile din fizica teoretică. În situațiile în care numărul real de particule al unui sistem termodinamic dat trebuie determinat, în principal în chimie, practic nu este posibil să-l măsoare direct prin numărarea particulelor. Dacă materialul este omogen și are o cantitate de substanță n cunoscută exprimată în moli, numărul de particule N poate fi găsit prin relația:
{\displaystyle N=nN_{A}},
unde NA este constanta lui Avogadro.

## Densitatea numărului de particule
Un parametru intensiv este concentrația numărului de particule o mărime de tipul densitate numerică, obținută prin raportarea numărul de particule ale unui sistem la volumul său. Acest parametru este adesea notat cu litera minusculă n.

## În mecanica cuantică
În procesele din mecanica cuantică este posibil ca numărul total de particule să nu se conserve. Prin urmare, conceptul este generalizat prin operatorul număr de particule, adică observabilul⁠(d) care numără numărul de particule constitutive. În teoria cuantică a câmpurilor, operatorul număr de particule este conjugat cu faza undei clasice.

## În calitatea aerului
O măsură a poluării aerului utilizată în standardele de calitate a aerului este concentrația atmosferică de particule⁠(d). Această măsură este de obicei exprimată în μg/m3. În normele actuale ale UE privind emisiile pentru autoturisme, camionete și camioane și în viitoarea normă UE privind emisiile pentru autovehiculele care nu sunt rutiere, măsurătorile și limitele numărului de particule sunt definite, denumite în mod obișnuit „PN”, cu unități [nr/km] sau [nr/kWh]. În acest caz, PN exprimă o cantitate de particule pe unitate de distanță (sau de lucru mecanic).